# Neocraspedothrix nova
Neocraspedothrix nova là một loài ruồi trong họ Tachinidae.